# 亚当·克鲁利凯维奇
亚当·克鲁利凯维奇（波蘭語：Adam Królikiewicz，1894年12月9日—1966年5月4日），波兰男子马术运动员。他曾代表波兰参加1924年夏季奥林匹克运动会马术比赛，获得个人场地障碍赛铜牌。